# Armando Barros
Pour les articles homonymes, voir Barros.
Armando Coelho Barros est un footballeur portugais né le 12 mai 1929 à Fafe et mort en 2003. Il évoluait au poste de défenseur.

## Biographie
Armando Barros commence sa carrière professionnelle au sein du club de Fafe en 1946. En 1948, il rejoint le Sporting CP, où il reste jusqu'en 1956, disputant 68 matchs sans marquer de buts.  Il remporte quatre titres de champion consécutifs en 1951, 1952, 1953 et 1954.
Il dispute deux rencontres contre le Partizan Belgrade en Coupe des clubs champions 1955-1956, le match aller étant le tout premier match de l'histoire de la compétition.
En 1956, il est transféré au Vitória SC, où il inscrit 19 buts en 55 matchs jusqu'à la fin de sa carrière en 1960.

## Palmarès
Sporting CP
- Championnat du Portugal : 
  - Champion : 1950-1951, 1951-1952, 1952-1953 et 1953-1954.

- Coupe du Portugal : 
  - Vainqueur : 1953-1954.